# Легіон (телесеріал)
«Легіо́н» (англ. Legion) — американський телевізійний серіал телекомпаній Marvel Television і FX Productions, створений Ноа Гоулі на основі коміксів Marvel Comics про Девіда Геллера. Прем'єра серіалу відбулася 8 лютого 2017 року на каналі FX; у березні 2017 року телешоу подовжено на другий сезон, у червні 2018 року — на третій.
«Легіон» — телесеріал у жанрах драми, наукової і супергеройської фантастики, психологічного трилера та горора; знімається в Канаді (Британська Колумбія) та в США (Лос-Анджелес, Каліфорнія). У головних ролях: Ден Стівенс (Легіон), Рейчел Келлер (Сідні Баррет), Обрі Плаза (Ленні Баскер), Джин Смарт (Мелані Берд), Джеремі Гарріс (Птономі Воллес).
Назва «Легіон» — посилання на біблейську легенду про одержиму демонами людину, які на вимогу Ісуса Христа назвали своє ім'я — Легіон (леґіон); тобто демонів у людині була незліченна кількість. У персонажі телесеріалу «Легіон» (і коміксу) також співіснує велика кількість особистостей, наділених різними надприродними здібностями.